# Lista di asteroidi (312001-313000)
Di seguito una lista di asteroidi dal numero 312001 al 313000 con data di scoperta e scopritore.

## 312001-312100
| Nome                  | Designazione provvisoria | Data di scoperta  | Scopritore             |
| --------------------- | ------------------------ | ----------------- | ---------------------- |
| 312001 Siobhánhaughey | 2007 PK2                 | 5 agosto 2007     | Yeung, W. K. Y.        |
| 312002 -              | 2007 PL6                 | 6 agosto 2007     | Broughton, J.          |
| 312003 -              | 2007 PM15                | 8 agosto 2007     | LINEAR                 |
| 312004 -              | 2007 PW27                | 14 agosto 2007    | Siding Spring Survey   |
| 312005 -              | 2007 PG32                | 8 agosto 2007     | LINEAR                 |
| 312006 -              | 2007 PD49                | 8 agosto 2007     | LINEAR                 |
| 312007 -              | 2007 QH6                 | 21 agosto 2007    | LONEOS                 |
| 312008 -              | 2007 QB7                 | 21 agosto 2007    | LONEOS                 |
| 312009 -              | 2007 QR8                 | 22 agosto 2007    | LONEOS                 |
| 312010 -              | 2007 QO16                | 18 agosto 2007    | LONEOS                 |
| 312011 -              | 2007 RW2                 | 3 settembre 2007  | CSS                    |
| 312012 -              | 2007 RO15                | 12 settembre 2007 | Mt. Lemmon Survey      |
| 312013 -              | 2007 RV16                | 12 settembre 2007 | Tucker, R. A.          |
| 312014 -              | 2007 RH18                | 13 settembre 2007 | Ory, M.                |
| 312015 -              | 2007 RL29                | 4 settembre 2007  | CSS                    |
| 312016 -              | 2007 RL34                | 6 settembre 2007  | LONEOS                 |
| 312017 -              | 2007 RQ36                | 8 settembre 2007  | LONEOS                 |
| 312018 -              | 2007 RJ45                | 9 settembre 2007  | Spacewatch             |
| 312019 -              | 2007 RN45                | 9 settembre 2007  | Spacewatch             |
| 312020 -              | 2007 RP48                | 9 settembre 2007  | Mt. Lemmon Survey      |
| 312021 -              | 2007 RV60                | 10 settembre 2007 | CSS                    |
| 312022 -              | 2007 RE72                | 10 settembre 2007 | Spacewatch             |
| 312023 -              | 2007 RT75                | 10 settembre 2007 | Mt. Lemmon Survey      |
| 312024 -              | 2007 RE86                | 10 settembre 2007 | Mt. Lemmon Survey      |
| 312025 -              | 2007 RN95                | 10 settembre 2007 | Spacewatch             |
| 312026 -              | 2007 RS98                | 10 settembre 2007 | Spacewatch             |
| 312027 -              | 2007 RL103               | 11 settembre 2007 | CSS                    |
| 312028 -              | 2007 RA119               | 11 settembre 2007 | PMO NEO Survey Program |
| 312029 -              | 2007 RU125               | 12 settembre 2007 | CSS                    |
| 312030 -              | 2007 RK133               | 15 settembre 2007 | Siding Spring Survey   |
| 312031 -              | 2007 RJ141               | 13 settembre 2007 | LINEAR                 |
| 312032 -              | 2007 RM141               | 13 settembre 2007 | LINEAR                 |
| 312033 -              | 2007 RR143               | 14 settembre 2007 | LINEAR                 |
| 312034 -              | 2007 RA146               | 14 settembre 2007 | LINEAR                 |
| 312035 -              | 2007 RL153               | 10 settembre 2007 | Spacewatch             |
| 312036 -              | 2007 RX156               | 11 settembre 2007 | Mt. Lemmon Survey      |
| 312037 -              | 2007 RS164               | 10 settembre 2007 | Spacewatch             |
| 312038 -              | 2007 RT174               | 10 settembre 2007 | Spacewatch             |
| 312039 -              | 2007 RQ180               | 11 settembre 2007 | Mt. Lemmon Survey      |
| 312040 -              | 2007 RC185               | 13 settembre 2007 | Mt. Lemmon Survey      |
| 312041 -              | 2007 RB209               | 10 settembre 2007 | Spacewatch             |
| 312042 -              | 2007 RQ212               | 11 settembre 2007 | LUSS                   |
| 312043 -              | 2007 RQ219               | 14 settembre 2007 | Mt. Lemmon Survey      |
| 312044 -              | 2007 RS232               | 11 settembre 2007 | PMO NEO Survey Program |
| 312045 -              | 2007 RZ232               | 12 settembre 2007 | Mt. Lemmon Survey      |
| 312046 -              | 2007 RO239               | 14 settembre 2007 | CSS                    |
| 312047 -              | 2007 RG240               | 14 settembre 2007 | Mt. Lemmon Survey      |
| 312048 -              | 2007 RW241               | 13 settembre 2007 | LINEAR                 |
| 312049 -              | 2007 RF245               | 11 settembre 2007 | Spacewatch             |
| 312050 -              | 2007 RD246               | 12 settembre 2007 | CSS                    |
| 312051 -              | 2007 RO285               | 13 settembre 2007 | Mt. Lemmon Survey      |
| 312052 -              | 2007 RX286               | 5 settembre 2007  | CSS                    |
| 312053 -              | 2007 RG298               | 9 settembre 2007  | Spacewatch             |
| 312054 -              | 2007 RR309               | 10 settembre 2007 | Mt. Lemmon Survey      |
| 312055 -              | 2007 RC319               | 12 settembre 2007 | CSS                    |
| 312056 -              | 2007 RD321               | 13 settembre 2007 | LINEAR                 |
| 312057 -              | 2007 RC325               | 14 settembre 2007 | Mt. Lemmon Survey      |
| 312058 -              | 2007 ST5                 | 19 settembre 2007 | LINEAR                 |
| 312059 -              | 2007 SO15                | 25 settembre 2007 | Mt. Lemmon Survey      |
| 312060 -              | 2007 SU15                | 30 settembre 2007 | Spacewatch             |
| 312061 -              | 2007 SY16                | 30 settembre 2007 | Spacewatch             |
| 312062 -              | 2007 SU21                | 19 settembre 2007 | Spacewatch             |
| 312063 -              | 2007 SH22                | 18 settembre 2007 | LINEAR                 |
| 312064 -              | 2007 SC23                | 25 settembre 2007 | Mt. Lemmon Survey      |
| 312065 -              | 2007 TB10                | 6 ottobre 2007    | LINEAR                 |
| 312066 -              | 2007 TP12                | 6 ottobre 2007    | LINEAR                 |
| 312067 -              | 2007 TM13                | 6 ottobre 2007    | LINEAR                 |
| 312068 -              | 2007 TE18                | 3 ottobre 2007    | Needville              |
| 312069 -              | 2007 TL18                | 8 ottobre 2007    | Tucker, R. A.          |
| 312070 -              | 2007 TA19                | 9 ottobre 2007    | Siding Spring Survey   |
| 312071 -              | 2007 TJ22                | 8 ottobre 2007    | Spacewatch             |
| 312072 -              | 2007 TG24                | 8 ottobre 2007    | Spacewatch             |
| 312073 -              | 2007 TL29                | 4 ottobre 2007    | Spacewatch             |
| 312074 -              | 2007 TW34                | 6 ottobre 2007    | Spacewatch             |
| 312075 -              | 2007 TK39                | 6 ottobre 2007    | Spacewatch             |
| 312076 -              | 2007 TH41                | 6 ottobre 2007    | Spacewatch             |
| 312077 -              | 2007 TH43                | 7 ottobre 2007    | Mt. Lemmon Survey      |
| 312078 -              | 2007 TB45                | 7 ottobre 2007    | CSS                    |
| 312079 -              | 2007 TL49                | 4 ottobre 2007    | Spacewatch             |
| 312080 -              | 2007 TO50                | 4 ottobre 2007    | Spacewatch             |
| 312081 -              | 2007 TT60                | 6 ottobre 2007    | Spacewatch             |
| 312082 -              | 2007 TT62                | 7 ottobre 2007    | Mt. Lemmon Survey      |
| 312083 -              | 2007 TO75                | 4 ottobre 2007    | CSS                    |
| 312084 -              | 2007 TQ78                | 5 ottobre 2007    | Spacewatch             |
| 312085 -              | 2007 TN79                | 5 ottobre 2007    | Spacewatch             |
| 312086 -              | 2007 TF95                | 7 ottobre 2007    | CSS                    |
| 312087 -              | 2007 TS95                | 7 ottobre 2007    | Spacewatch             |
| 312088 -              | 2007 TQ97                | 8 ottobre 2007    | LONEOS                 |
| 312089 -              | 2007 TG99                | 8 ottobre 2007    | Mt. Lemmon Survey      |
| 312090 -              | 2007 TW99                | 8 ottobre 2007    | Spacewatch             |
| 312091 -              | 2007 TD104               | 8 ottobre 2007    | Mt. Lemmon Survey      |
| 312092 -              | 2007 TR108               | 7 ottobre 2007    | Mt. Lemmon Survey      |
| 312093 -              | 2007 TT108               | 7 ottobre 2007    | CSS                    |
| 312094 -              | 2007 TG110               | 7 ottobre 2007    | Mt. Lemmon Survey      |
| 312095 -              | 2007 TM114               | 8 ottobre 2007    | CSS                    |
| 312096 -              | 2007 TH122               | 6 ottobre 2007    | Spacewatch             |
| 312097 -              | 2007 TF129               | 6 ottobre 2007    | Spacewatch             |
| 312098 -              | 2007 TM130               | 7 ottobre 2007    | Chante-Perdrix         |
| 312099 -              | 2007 TC131               | 20 dicembre 2004  | Mt. Lemmon Survey      |
| 312100 -              | 2007 TW133               | 7 ottobre 2007    | Mt. Lemmon Survey      |

## 312101-312200
| Nome     | Designazione provvisoria | Data di scoperta | Scopritore             |
| -------- | ------------------------ | ---------------- | ---------------------- |
| 312101 - | 2007 TX133               | 7 ottobre 2007   | Mt. Lemmon Survey      |
| 312102 - | 2007 TV143               | 6 ottobre 2007   | LINEAR                 |
| 312103 - | 2007 TN148               | 7 ottobre 2007   | LINEAR                 |
| 312104 - | 2007 TX153               | 9 ottobre 2007   | LINEAR                 |
| 312105 - | 2007 TN156               | 9 ottobre 2007   | LINEAR                 |
| 312106 - | 2007 TO156               | 9 ottobre 2007   | LINEAR                 |
| 312107 - | 2007 TR158               | 9 ottobre 2007   | LINEAR                 |
| 312108 - | 2007 TS159               | 9 ottobre 2007   | LINEAR                 |
| 312109 - | 2007 TV159               | 9 ottobre 2007   | LINEAR                 |
| 312110 - | 2007 TJ162               | 11 ottobre 2007  | LINEAR                 |
| 312111 - | 2007 TH167               | 12 ottobre 2007  | LINEAR                 |
| 312112 - | 2007 TL168               | 12 ottobre 2007  | LINEAR                 |
| 312113 - | 2007 TG173               | 4 ottobre 2007   | Spacewatch             |
| 312114 - | 2007 TG177               | 6 ottobre 2007   | Spacewatch             |
| 312115 - | 2007 TK181               | 8 ottobre 2007   | LONEOS                 |
| 312116 - | 2007 TF193               | 6 ottobre 2007   | Spacewatch             |
| 312117 - | 2007 TQ194               | 7 ottobre 2007   | Mt. Lemmon Survey      |
| 312118 - | 2007 TS202               | 8 ottobre 2007   | Mt. Lemmon Survey      |
| 312119 - | 2007 TY202               | 8 ottobre 2007   | Mt. Lemmon Survey      |
| 312120 - | 2007 TW210               | 7 ottobre 2007   | Spacewatch             |
| 312121 - | 2007 TK220               | 8 ottobre 2007   | Mt. Lemmon Survey      |
| 312122 - | 2007 TV228               | 8 ottobre 2007   | Spacewatch             |
| 312123 - | 2007 TS229               | 8 ottobre 2007   | Spacewatch             |
| 312124 - | 2007 TG236               | 9 ottobre 2007   | Mt. Lemmon Survey      |
| 312125 - | 2007 TT237               | 9 ottobre 2007   | PMO NEO Survey Program |
| 312126 - | 2007 TU239               | 10 ottobre 2007  | Mt. Lemmon Survey      |
| 312127 - | 2007 TO246               | 9 ottobre 2007   | CSS                    |
| 312128 - | 2007 TX248               | 11 ottobre 2007  | Spacewatch             |
| 312129 - | 2007 TJ254               | 8 ottobre 2007   | Mt. Lemmon Survey      |
| 312130 - | 2007 TH263               | 10 ottobre 2007  | Spacewatch             |
| 312131 - | 2007 TG267               | 9 ottobre 2007   | Spacewatch             |
| 312132 - | 2007 TY271               | 9 ottobre 2007   | Spacewatch             |
| 312133 - | 2007 TT279               | 12 ottobre 2007  | Mt. Lemmon Survey      |
| 312134 - | 2007 TZ282               | 8 ottobre 2007   | Mt. Lemmon Survey      |
| 312135 - | 2007 TH284               | 9 ottobre 2007   | LONEOS                 |
| 312136 - | 2007 TD287               | 11 ottobre 2007  | CSS                    |
| 312137 - | 2007 TS289               | 12 ottobre 2007  | CSS                    |
| 312138 - | 2007 TD297               | 10 ottobre 2007  | PMO NEO Survey Program |
| 312139 - | 2007 TY298               | 12 ottobre 2007  | Spacewatch             |
| 312140 - | 2007 TR300               | 12 ottobre 2007  | Spacewatch             |
| 312141 - | 2007 TW314               | 12 ottobre 2007  | Spacewatch             |
| 312142 - | 2007 TP362               | 14 ottobre 2007  | Mt. Lemmon Survey      |
| 312143 - | 2007 TW366               | 9 ottobre 2007   | Spacewatch             |
| 312144 - | 2007 TW373               | 14 ottobre 2007  | CSS                    |
| 312145 - | 2007 TM376               | 10 ottobre 2007  | CSS                    |
| 312146 - | 2007 TE391               | 14 ottobre 2007  | Mt. Lemmon Survey      |
| 312147 - | 2007 TG412               | 14 ottobre 2007  | CSS                    |
| 312148 - | 2007 TY412               | 15 ottobre 2007  | LONEOS                 |
| 312149 - | 2007 TE413               | 15 ottobre 2007  | LONEOS                 |
| 312150 - | 2007 TJ424               | 7 ottobre 2007   | CSS                    |
| 312151 - | 2007 TP432               | 6 ottobre 2007   | Spacewatch             |
| 312152 - | 2007 TH440               | 15 ottobre 2007  | Mt. Lemmon Survey      |
| 312153 - | 2007 TA448               | 15 ottobre 2007  | Spacewatch             |
| 312154 - | 2007 UU6                 | 22 ottobre 2007  | Sposetti, S.           |
| 312155 - | 2007 UH12                | 19 ottobre 2007  | Mt. Lemmon Survey      |
| 312156 - | 2007 UN14                | 29 dicembre 2000 | Spacewatch             |
| 312157 - | 2007 UH22                | 16 ottobre 2007  | Spacewatch             |
| 312158 - | 2007 UR31                | 19 ottobre 2007  | Mt. Lemmon Survey      |
| 312159 - | 2007 UC37                | 19 ottobre 2007  | CSS                    |
| 312160 - | 2007 UF54                | 30 ottobre 2007  | Spacewatch             |
| 312161 - | 2007 UP56                | 30 ottobre 2007  | CSS                    |
| 312162 - | 2007 UE57                | 30 ottobre 2007  | Spacewatch             |
| 312163 - | 2007 UD60                | 30 ottobre 2007  | Mt. Lemmon Survey      |
| 312164 - | 2007 UW70                | 30 ottobre 2007  | Mt. Lemmon Survey      |
| 312165 - | 2007 UJ82                | 30 ottobre 2007  | Spacewatch             |
| 312166 - | 2007 UF87                | 30 ottobre 2007  | Spacewatch             |
| 312167 - | 2007 UL91                | 30 ottobre 2007  | Mt. Lemmon Survey      |
| 312168 - | 2007 UP96                | 30 ottobre 2007  | Spacewatch             |
| 312169 - | 2007 UW107               | 30 ottobre 2007  | Spacewatch             |
| 312170 - | 2007 UB115               | 31 ottobre 2007  | Spacewatch             |
| 312171 - | 2007 UQ115               | 31 ottobre 2007  | Spacewatch             |
| 312172 - | 2007 UA129               | 30 ottobre 2007  | CSS                    |
| 312173 - | 2007 UZ135               | 16 ottobre 2007  | Mt. Lemmon Survey      |
| 312174 - | 2007 UF142               | 30 ottobre 2007  | Spacewatch             |
| 312175 - | 2007 VB2                 | 2 novembre 2007  | LINEAR                 |
| 312176 - | 2007 VA5                 | 3 novembre 2007  | Chante-Perdrix         |
| 312177 - | 2007 VV5                 | 4 novembre 2007  | Yeung, W. K. Y.        |
| 312178 - | 2007 VX9                 | 5 novembre 2007  | Hug, G.                |
| 312179 - | 2007 VS10                | 5 novembre 2007  | OAM                    |
| 312180 - | 2007 VB18                | 1º novembre 2007 | Mt. Lemmon Survey      |
| 312181 - | 2007 VG36                | 2 novembre 2007  | Mt. Lemmon Survey      |
| 312182 - | 2007 VA48                | 1º novembre 2007 | Spacewatch             |
| 312183 - | 2007 VD50                | 1º novembre 2007 | Spacewatch             |
| 312184 - | 2007 VU62                | 2 aprile 2005    | Mt. Lemmon Survey      |
| 312185 - | 2007 VP63                | 1º novembre 2007 | Spacewatch             |
| 312186 - | 2007 VZ63                | 1º novembre 2007 | Spacewatch             |
| 312187 - | 2007 VG67                | 2 novembre 2007  | PMO NEO Survey Program |
| 312188 - | 2007 VL88                | 2 novembre 2007  | LINEAR                 |
| 312189 - | 2007 VV89                | 4 novembre 2007  | LINEAR                 |
| 312190 - | 2007 VC91                | 7 novembre 2007  | LINEAR                 |
| 312191 - | 2007 VU95                | 9 novembre 2007  | BATTeRS                |
| 312192 - | 2007 VV113               | 3 novembre 2007  | Spacewatch             |
| 312193 - | 2007 VQ123               | 5 novembre 2007  | Mt. Lemmon Survey      |
| 312194 - | 2007 VG148               | 4 novembre 2007  | Spacewatch             |
| 312195 - | 2007 VJ161               | 5 novembre 2007  | Spacewatch             |
| 312196 - | 2007 VD169               | 5 novembre 2007  | Spacewatch             |
| 312197 - | 2007 VK173               | 2 novembre 2007  | Mt. Lemmon Survey      |
| 312198 - | 2007 VB184               | 12 novembre 2007 | CSS                    |
| 312199 - | 2007 VA198               | 8 novembre 2007  | Mt. Lemmon Survey      |
| 312200 - | 2007 VT208               | 11 novembre 2007 | Mt. Lemmon Survey      |

## 312201-312300
| Nome     | Designazione provvisoria | Data di scoperta | Scopritore             |
| -------- | ------------------------ | ---------------- | ---------------------- |
| 312201 - | 2007 VU208               | 12 novembre 2007 | CSS                    |
| 312202 - | 2007 VW227               | 12 novembre 2007 | Mt. Lemmon Survey      |
| 312203 - | 2007 VR244               | 11 novembre 2007 | LINEAR                 |
| 312204 - | 2007 VY252               | 13 novembre 2007 | Mt. Lemmon Survey      |
| 312205 - | 2007 VQ258               | 15 novembre 2007 | Mt. Lemmon Survey      |
| 312206 - | 2007 VG262               | 13 novembre 2007 | Mt. Lemmon Survey      |
| 312207 - | 2007 VS269               | 15 novembre 2007 | LINEAR                 |
| 312208 - | 2007 VO275               | 13 novembre 2007 | Spacewatch             |
| 312209 - | 2007 VM291               | 14 novembre 2007 | Spacewatch             |
| 312210 - | 2007 VL295               | 13 novembre 2007 | CSS                    |
| 312211 - | 2007 VZ296               | 15 novembre 2007 | CSS                    |
| 312212 - | 2007 VV300               | 15 novembre 2007 | LONEOS                 |
| 312213 - | 2007 VS313               | 11 novembre 2007 | Mt. Lemmon Survey      |
| 312214 - | 2007 VN314               | 2 novembre 2007  | Mt. Lemmon Survey      |
| 312215 - | 2007 VQ320               | 2 novembre 2007  | Spacewatch             |
| 312216 - | 2007 VR320               | 3 novembre 2007  | Mt. Lemmon Survey      |
| 312217 - | 2007 VF322               | 13 novembre 2007 | Mt. Lemmon Survey      |
| 312218 - | 2007 VQ329               | 1º novembre 2007 | Spacewatch             |
| 312219 - | 2007 VG334               | 13 novembre 2007 | CSS                    |
| 312220 - | 2007 WR1                 | 17 novembre 2007 | Chante-Perdrix         |
| 312221 - | 2007 WO36                | 19 novembre 2007 | Mt. Lemmon Survey      |
| 312222 - | 2007 WZ39                | 17 novembre 2007 | Mt. Lemmon Survey      |
| 312223 - | 2007 WK55                | 30 novembre 2007 | Ferrando, R.           |
| 312224 - | 2007 WM60                | 17 novembre 2007 | Spacewatch             |
| 312225 - | 2007 XP1                 | 3 dicembre 2007  | CSS                    |
| 312226 - | 2007 XR10                | 5 dicembre 2007  | Ferrando, R.           |
| 312227 - | 2007 XQ40                | 13 dicembre 2007 | LINEAR                 |
| 312228 - | 2007 XG44                | 15 dicembre 2007 | Spacewatch             |
| 312229 - | 2007 XR47                | 15 dicembre 2007 | CSS                    |
| 312230 - | 2007 XV47                | 15 dicembre 2007 | Spacewatch             |
| 312231 - | 2007 XQ50                | 6 dicembre 2007  | Cerro Burek            |
| 312232 - | 2007 XB59                | 14 dicembre 2007 | Mt. Lemmon Survey      |
| 312233 - | 2007 YR5                 | 16 dicembre 2007 | Spacewatch             |
| 312234 - | 2007 YO10                | 16 dicembre 2007 | Mt. Lemmon Survey      |
| 312235 - | 2007 YS11                | 17 dicembre 2007 | Mt. Lemmon Survey      |
| 312236 - | 2007 YM15                | 16 dicembre 2007 | Spacewatch             |
| 312237 - | 2007 YJ17                | 13 agosto 2002   | NEAT                   |
| 312238 - | 2007 YM26                | 18 dicembre 2007 | Mt. Lemmon Survey      |
| 312239 - | 2007 YY26                | 18 dicembre 2007 | LONEOS                 |
| 312240 - | 2007 YJ27                | 18 dicembre 2007 | Spacewatch             |
| 312241 - | 2007 YO32                | 28 dicembre 2007 | Spacewatch             |
| 312242 - | 2007 YY35                | 30 dicembre 2007 | Mt. Lemmon Survey      |
| 312243 - | 2007 YM42                | 30 dicembre 2007 | CSS                    |
| 312244 - | 2007 YP42                | 30 dicembre 2007 | CSS                    |
| 312245 - | 2007 YM48                | 28 dicembre 2007 | Spacewatch             |
| 312246 - | 2007 YU48                | 30 gennaio 2004  | Spacewatch             |
| 312247 - | 2007 YO49                | 28 dicembre 2007 | Spacewatch             |
| 312248 - | 2007 YC59                | 31 dicembre 2007 | OAM                    |
| 312249 - | 2007 YK69                | 29 dicembre 2007 | LUSS                   |
| 312250 - | 2007 YR70                | 31 dicembre 2007 | Spacewatch             |
| 312251 - | 2008 AP                  | 1º gennaio 2008  | Spacewatch             |
| 312252 - | 2008 AB1                 | 1º gennaio 2008  | Spacewatch             |
| 312253 - | 2008 AC1                 | 1º gennaio 2008  | CSS                    |
| 312254 - | 2008 AL2                 | 3 gennaio 2008   | Hug, G.                |
| 312255 - | 2008 AY2                 | 7 gennaio 2008   | LUSS                   |
| 312256 - | 2008 AA6                 | 10 gennaio 2008  | Mt. Lemmon Survey      |
| 312257 - | 2008 AM11                | 10 gennaio 2008  | Mt. Lemmon Survey      |
| 312258 - | 2008 AE13                | 10 gennaio 2008  | Mt. Lemmon Survey      |
| 312259 - | 2008 AR20                | 10 gennaio 2008  | Mt. Lemmon Survey      |
| 312260 - | 2008 AG22                | 10 gennaio 2008  | Mt. Lemmon Survey      |
| 312261 - | 2008 AM25                | 10 gennaio 2008  | Mt. Lemmon Survey      |
| 312262 - | 2008 AK26                | 10 gennaio 2008  | Mt. Lemmon Survey      |
| 312263 - | 2008 AZ27                | 10 gennaio 2008  | Mt. Lemmon Survey      |
| 312264 - | 2008 AB28                | 10 gennaio 2008  | Mt. Lemmon Survey      |
| 312265 - | 2008 AF29                | 1º gennaio 2008  | Spacewatch             |
| 312266 - | 2008 AW33                | 9 gennaio 2008   | LUSS                   |
| 312267 - | 2008 AF34                | 10 gennaio 2008  | Spacewatch             |
| 312268 - | 2008 AU39                | 10 gennaio 2008  | Mt. Lemmon Survey      |
| 312269 - | 2008 AY64                | 11 gennaio 2008  | Mt. Lemmon Survey      |
| 312270 - | 2008 AQ71                | 13 gennaio 2008  | Spacewatch             |
| 312271 - | 2008 AO90                | 13 gennaio 2008  | Spacewatch             |
| 312272 - | 2008 AE96                | 14 gennaio 2008  | Spacewatch             |
| 312273 - | 2008 AE100               | 14 gennaio 2008  | Spacewatch             |
| 312274 - | 2008 AD106               | 15 gennaio 2008  | Mt. Lemmon Survey      |
| 312275 - | 2008 AN108               | 15 gennaio 2008  | Spacewatch             |
| 312276 - | 2008 AV108               | 15 gennaio 2008  | Spacewatch             |
| 312277 - | 2008 AT111               | 15 gennaio 2008  | Spacewatch             |
| 312278 - | 2008 AE116               | 15 gennaio 2008  | Mt. Lemmon Survey      |
| 312279 - | 2008 AZ116               | 1º gennaio 2008  | Spacewatch             |
| 312280 - | 2008 AR127               | 11 gennaio 2008  | Spacewatch             |
| 312281 - | 2008 AR128               | 14 gennaio 2008  | Spacewatch             |
| 312282 - | 2008 AN137               | 1º gennaio 2008  | Mt. Lemmon Survey      |
| 312283 - | 2008 BS13                | 19 gennaio 2008  | Spacewatch             |
| 312284 - | 2008 BX15                | 28 gennaio 2008  | LUSS                   |
| 312285 - | 2008 BX19                | 30 gennaio 2008  | Spacewatch             |
| 312286 - | 2008 BR20                | 30 gennaio 2008  | CSS                    |
| 312287 - | 2008 BS20                | 30 gennaio 2008  | Spacewatch             |
| 312288 - | 2008 BP21                | 30 gennaio 2008  | Mt. Lemmon Survey      |
| 312289 - | 2008 BV37                | 31 gennaio 2008  | Mt. Lemmon Survey      |
| 312290 - | 2008 BQ38                | 31 gennaio 2008  | Mt. Lemmon Survey      |
| 312291 - | 2008 BE39                | 30 gennaio 2008  | CSS                    |
| 312292 - | 2008 BV44                | 31 gennaio 2008  | CSS                    |
| 312293 - | 2008 BL52                | 20 gennaio 2008  | Mt. Lemmon Survey      |
| 312294 - | 2008 CE1                 | 3 febbraio 2008  | Ries, W.               |
| 312295 - | 2008 CY1                 | 1º febbraio 2008 | OAM                    |
| 312296 - | 2008 CK7                 | 2 febbraio 2008  | Spacewatch             |
| 312297 - | 2008 CW14                | 3 febbraio 2008  | Spacewatch             |
| 312298 - | 2008 CQ17                | 3 febbraio 2008  | Spacewatch             |
| 312299 - | 2008 CH19                | 4 febbraio 2008  | PMO NEO Survey Program |
| 312300 - | 2008 CR37                | 2 febbraio 2008  | Spacewatch             |

## 312301-312400
| Nome     | Designazione provvisoria | Data di scoperta | Scopritore                 |
| -------- | ------------------------ | ---------------- | -------------------------- |
| 312301 - | 2008 CY44                | 2 febbraio 2008  | Spacewatch                 |
| 312302 - | 2008 CK49                | 6 febbraio 2008  | CSS                        |
| 312303 - | 2008 CP50                | 6 febbraio 2008  | LONEOS                     |
| 312304 - | 2008 CB51                | 7 febbraio 2008  | Spacewatch                 |
| 312305 - | 2008 CM54                | 7 febbraio 2008  | CSS                        |
| 312306 - | 2008 CQ62                | 8 febbraio 2008  | CSS                        |
| 312307 - | 2008 CJ64                | 8 febbraio 2008  | Mt. Lemmon Survey          |
| 312308 - | 2008 CJ67                | 8 febbraio 2008  | Mt. Lemmon Survey          |
| 312309 - | 2008 CF71                | 3 febbraio 2008  | LINEAR                     |
| 312310 - | 2008 CP71                | 6 febbraio 2008  | LINEAR                     |
| 312311 - | 2008 CD72                | 9 febbraio 2008  | CSS                        |
| 312312 - | 2008 CK80                | 7 febbraio 2008  | Spacewatch                 |
| 312313 - | 2008 CL84                | 7 febbraio 2008  | Mt. Lemmon Survey          |
| 312314 - | 2008 CB85                | 7 febbraio 2008  | Spacewatch                 |
| 312315 - | 2008 CT88                | 7 febbraio 2008  | Mt. Lemmon Survey          |
| 312316 - | 2008 CG117               | 9 febbraio 2008  | Dellinger, J., Eastman, M. |
| 312317 - | 2008 CQ117               | 11 febbraio 2008 | Kugel, F.                  |
| 312318 - | 2008 CJ120               | 6 febbraio 2008  | CSS                        |
| 312319 - | 2008 CU122               | 7 febbraio 2008  | Mt. Lemmon Survey          |
| 312320 - | 2008 CM123               | 7 febbraio 2008  | Mt. Lemmon Survey          |
| 312321 - | 2008 CY127               | 8 febbraio 2008  | Spacewatch                 |
| 312322 - | 2008 CZ127               | 8 febbraio 2008  | Spacewatch                 |
| 312323 - | 2008 CP135               | 8 febbraio 2008  | Mt. Lemmon Survey          |
| 312324 - | 2008 CA138               | 8 febbraio 2008  | Spacewatch                 |
| 312325 - | 2008 CK144               | 9 febbraio 2008  | Spacewatch                 |
| 312326 - | 2008 CJ155               | 9 febbraio 2008  | Mt. Lemmon Survey          |
| 312327 - | 2008 CA159               | 9 febbraio 2008  | CSS                        |
| 312328 - | 2008 CE161               | 9 febbraio 2008  | Spacewatch                 |
| 312329 - | 2008 CE162               | 10 febbraio 2008 | CSS                        |
| 312330 - | 2008 CF169               | 12 febbraio 2008 | Mt. Lemmon Survey          |
| 312331 - | 2008 CQ172               | 13 febbraio 2008 | Spacewatch                 |
| 312332 - | 2008 CU176               | 8 febbraio 2008  | LINEAR                     |
| 312333 - | 2008 CA177               | 9 febbraio 2008  | LINEAR                     |
| 312334 - | 2008 CJ178               | 5 ottobre 2002   | NEAT                       |
| 312335 - | 2008 CQ179               | 7 febbraio 2008  | CSS                        |
| 312336 - | 2008 CH182               | 11 febbraio 2008 | Mt. Lemmon Survey          |
| 312337 - | 2008 CQ184               | 11 febbraio 2008 | Crni Vrh                   |
| 312338 - | 2008 CK191               | 2 febbraio 2008  | Spacewatch                 |
| 312339 - | 2008 CC202               | 2 febbraio 2008  | Spacewatch                 |
| 312340 - | 2008 CJ205               | 1º febbraio 2008 | Spacewatch                 |
| 312341 - | 2008 CA211               | 2 febbraio 2008  | Spacewatch                 |
| 312342 - | 2008 CT212               | 8 febbraio 2008  | Mt. Lemmon Survey          |
| 312343 - | 2008 CD213               | 9 febbraio 2008  | Mt. Lemmon Survey          |
| 312344 - | 2008 CO214               | 12 febbraio 2008 | Spacewatch                 |
| 312345 - | 2008 DS2                 | 24 febbraio 2008 | Spacewatch                 |
| 312346 - | 2008 DT2                 | 24 febbraio 2008 | Spacewatch                 |
| 312347 - | 2008 DA3                 | 24 febbraio 2008 | Spacewatch                 |
| 312348 - | 2008 DB4                 | 24 febbraio 2008 | Mt. Lemmon Survey          |
| 312349 - | 2008 DE4                 | 26 febbraio 2008 | Sarneczky, K.              |
| 312350 - | 2008 DE14                | 26 febbraio 2008 | Mt. Lemmon Survey          |
| 312351 - | 2008 DH16                | 27 febbraio 2008 | Spacewatch                 |
| 312352 - | 2008 DH19                | 27 febbraio 2008 | CSS                        |
| 312353 - | 2008 DV21                | 28 febbraio 2008 | Mt. Lemmon Survey          |
| 312354 - | 2008 DC23                | 29 febbraio 2008 | Tozzi, F.                  |
| 312355 - | 2008 DD23                | 29 febbraio 2008 | Tozzi, F.                  |
| 312356 - | 2008 DU30                | 27 febbraio 2008 | Spacewatch                 |
| 312357 - | 2008 DY45                | 28 febbraio 2008 | CSS                        |
| 312358 - | 2008 DN46                | 28 febbraio 2008 | Mt. Lemmon Survey          |
| 312359 - | 2008 DQ46                | 28 febbraio 2008 | Spacewatch                 |
| 312360 - | 2008 DX46                | 28 febbraio 2008 | Spacewatch                 |
| 312361 - | 2008 DY57                | 28 febbraio 2008 | CSS                        |
| 312362 - | 2008 DV59                | 27 febbraio 2008 | Mt. Lemmon Survey          |
| 312363 - | 2008 DQ61                | 28 febbraio 2008 | Mt. Lemmon Survey          |
| 312364 - | 2008 DD73                | 26 febbraio 2008 | Mt. Lemmon Survey          |
| 312365 - | 2008 DR81                | 27 febbraio 2008 | Mt. Lemmon Survey          |
| 312366 - | 2008 DD84                | 18 febbraio 2008 | Mt. Lemmon Survey          |
| 312367 - | 2008 DL89                | 28 febbraio 2008 | Mt. Lemmon Survey          |
| 312368 - | 2008 EF5                 | 2 marzo 2008     | PMO NEO Survey Program     |
| 312369 - | 2008 ET5                 | 2 marzo 2008     | LINEAR                     |
| 312370 - | 2008 EV8                 | 6 marzo 2008     | Ries, W.                   |
| 312371 - | 2008 EA15                | 1º marzo 2008    | Spacewatch                 |
| 312372 - | 2008 EK21                | 2 marzo 2008     | Mt. Lemmon Survey          |
| 312373 - | 2008 EH23                | 3 marzo 2008     | CSS                        |
| 312374 - | 2008 EW27                | 4 marzo 2008     | Mt. Lemmon Survey          |
| 312375 - | 2008 EE37                | 4 marzo 2008     | Spacewatch                 |
| 312376 - | 2008 EB48                | 5 marzo 2008     | Spacewatch                 |
| 312377 - | 2008 ES48                | 6 marzo 2008     | Spacewatch                 |
| 312378 - | 2008 EN50                | 13 aprile 1994   | Spacewatch                 |
| 312379 - | 2008 EK69                | 10 marzo 2008    | BATTeRS                    |
| 312380 - | 2008 EB70                | 4 marzo 2008     | PMO NEO Survey Program     |
| 312381 - | 2008 ED75                | 7 marzo 2008     | Spacewatch                 |
| 312382 - | 2008 EW88                | 8 marzo 2008     | LINEAR                     |
| 312383 - | 2008 EW92                | 6 marzo 2008     | CSS                        |
| 312384 - | 2008 EE117               | 8 marzo 2008     | Spacewatch                 |
| 312385 - | 2008 EO120               | 9 marzo 2008     | Spacewatch                 |
| 312386 - | 2008 EU136               | 11 marzo 2008    | Spacewatch                 |
| 312387 - | 2008 EX138               | 11 marzo 2008    | Spacewatch                 |
| 312388 - | 2008 EA141               | 12 marzo 2008    | Spacewatch                 |
| 312389 - | 2008 EG142               | 12 marzo 2008    | Spacewatch                 |
| 312390 - | 2008 ER147               | 1º marzo 2008    | Spacewatch                 |
| 312391 - | 2008 EO151               | 8 marzo 2008     | Mt. Lemmon Survey          |
| 312392 - | 2008 EF158               | 6 marzo 2008     | Mt. Lemmon Survey          |
| 312393 - | 2008 EE162               | 11 marzo 2008    | Mt. Lemmon Survey          |
| 312394 - | 2008 EO165               | 2 marzo 2008     | Mt. Lemmon Survey          |
| 312395 - | 2008 EQ166               | 6 marzo 2008     | CSS                        |
| 312396 - | 2008 EQ167               | 8 marzo 2008     | LINEAR                     |
| 312397 - | 2008 FE4                 | 25 marzo 2008    | Spacewatch                 |
| 312398 - | 2008 FN13                | 26 marzo 2008    | Mt. Lemmon Survey          |
| 312399 - | 2008 FX14                | 26 marzo 2008    | Mt. Lemmon Survey          |
| 312400 - | 2008 FG23                | 27 marzo 2008    | Spacewatch                 |

## 312401-312500
| Nome     | Designazione provvisoria | Data di scoperta  | Scopritore           |
| -------- | ------------------------ | ----------------- | -------------------- |
| 312401 - | 2008 FB40                | 28 marzo 2008     | Spacewatch           |
| 312402 - | 2008 FD48                | 28 marzo 2008     | Mt. Lemmon Survey    |
| 312403 - | 2008 FY51                | 28 marzo 2008     | Mt. Lemmon Survey    |
| 312404 - | 2008 FO52                | 28 marzo 2008     | Mt. Lemmon Survey    |
| 312405 - | 2008 FD56                | 28 marzo 2008     | Mt. Lemmon Survey    |
| 312406 - | 2008 FJ56                | 28 marzo 2008     | Spacewatch           |
| 312407 - | 2008 FC69                | 28 marzo 2008     | Mt. Lemmon Survey    |
| 312408 - | 2008 FN71                | 5 marzo 2008      | Mt. Lemmon Survey    |
| 312409 - | 2008 FZ74                | 31 marzo 2008     | Mt. Lemmon Survey    |
| 312410 - | 2008 FH89                | 29 marzo 2008     | Mt. Lemmon Survey    |
| 312411 - | 2008 FH100               | 30 marzo 2008     | Spacewatch           |
| 312412 - | 2008 FK106               | 7 aprile 2003     | Spacewatch           |
| 312413 - | 2008 FS112               | 31 marzo 2008     | Spacewatch           |
| 312414 - | 2008 FH125               | 31 marzo 2008     | Spacewatch           |
| 312415 - | 2008 GZ4                 | 1º aprile 2008    | Spacewatch           |
| 312416 - | 2008 GT6                 | 1º aprile 2008    | Spacewatch           |
| 312417 - | 2008 GU6                 | 1º aprile 2008    | Spacewatch           |
| 312418 - | 2008 GR7                 | 1º aprile 2008    | Mt. Lemmon Survey    |
| 312419 - | 2008 GL19                | 24 settembre 2005 | LONEOS               |
| 312420 - | 2008 GU26                | 1º aprile 2008    | CSS                  |
| 312421 - | 2008 GF27                | 3 aprile 2008     | Spacewatch           |
| 312422 - | 2008 GR48                | 5 aprile 2008     | Spacewatch           |
| 312423 - | 2008 GV60                | 5 aprile 2008     | CSS                  |
| 312424 - | 2008 GC63                | 5 aprile 2008     | CSS                  |
| 312425 - | 2008 GE88                | 4 marzo 2008      | Mt. Lemmon Survey    |
| 312426 - | 2008 GL91                | 6 aprile 2008     | Mt. Lemmon Survey    |
| 312427 - | 2008 GJ94                | 7 aprile 2008     | Spacewatch           |
| 312428 - | 2008 GP98                | 8 aprile 2008     | Spacewatch           |
| 312429 - | 2008 GQ110               | 3 aprile 2008     | CSS                  |
| 312430 - | 2008 GS116               | 11 aprile 2008    | Spacewatch           |
| 312431 - | 2008 GC123               | 13 aprile 2008    | Mt. Lemmon Survey    |
| 312432 - | 2008 GX131               | 6 aprile 2008     | Mt. Lemmon Survey    |
| 312433 - | 2008 GW143               | 1º aprile 2008    | Spacewatch           |
| 312434 - | 2008 HG18                | 26 aprile 2008    | Spacewatch           |
| 312435 - | 2008 HA19                | 26 aprile 2008    | Mt. Lemmon Survey    |
| 312436 - | 2008 HY20                | 26 aprile 2008    | CSS                  |
| 312437 - | 2008 HW22                | 27 aprile 2008    | Spacewatch           |
| 312438 - | 2008 HH28                | 28 aprile 2008    | Spacewatch           |
| 312439 - | 2008 HO32                | 29 aprile 2008    | Mt. Lemmon Survey    |
| 312440 - | 2008 HF48                | 29 aprile 2008    | Spacewatch           |
| 312441 - | 2008 HN59                | 1º aprile 2008    | Spacewatch           |
| 312442 - | 2008 HF60                | 28 aprile 2008    | Mt. Lemmon Survey    |
| 312443 - | 2008 HS69                | 29 aprile 2008    | Spacewatch           |
| 312444 - | 2008 JN3                 | 3 maggio 2008     | BATTeRS              |
| 312445 - | 2008 JV3                 | 1º maggio 2008    | Spacewatch           |
| 312446 - | 2008 JL8                 | 6 maggio 2008     | Teamo, N.            |
| 312447 - | 2008 JN22                | 6 maggio 2008     | Siding Spring Survey |
| 312448 - | 2008 JH25                | 6 maggio 2008     | Spacewatch           |
| 312449 - | 2008 JA34                | 13 maggio 2008    | Mt. Lemmon Survey    |
| 312450 - | 2008 KG9                 | 27 maggio 2008    | Spacewatch           |
| 312451 - | 2008 KP13                | 27 maggio 2008    | Spacewatch           |
| 312452 - | 2008 KE29                | 29 maggio 2008    | Spacewatch           |
| 312453 - | 2008 KA37                | 29 maggio 2008    | Spacewatch           |
| 312454 - | 2008 KO40                | 28 maggio 2008    | Mt. Lemmon Survey    |
| 312455 - | 2008 KV41                | 31 maggio 2008    | Spacewatch           |
| 312456 - | 2008 LM2                 | 1º giugno 2008    | Spacewatch           |
| 312457 - | 2008 QH42                | 23 agosto 2008    | Spacewatch           |
| 312458 - | 2008 QS42                | 24 agosto 2008    | Spacewatch           |
| 312459 - | 2008 QG44                | 25 agosto 2008    | Siding Spring Survey |
| 312460 - | 2008 QO44                | 21 agosto 2008    | Spacewatch           |
| 312461 - | 2008 RK14                | 4 settembre 2008  | Spacewatch           |
| 312462 - | 2008 RG17                | 4 settembre 2008  | Spacewatch           |
| 312463 - | 2008 RZ20                | 4 settembre 2008  | Spacewatch           |
| 312464 - | 2008 RD46                | 2 settembre 2008  | Spacewatch           |
| 312465 - | 2008 RJ109               | 2 settembre 2008  | Spacewatch           |
| 312466 - | 2008 RZ122               | 5 settembre 2008  | Spacewatch           |
| 312467 - | 2008 SH50                | 20 settembre 2008 | Mt. Lemmon Survey    |
| 312468 - | 2008 SY61                | 21 settembre 2008 | Spacewatch           |
| 312469 - | 2008 SN83                | 27 settembre 2008 | Ries, W.             |
| 312470 - | 2008 SQ134               | 23 settembre 2008 | Spacewatch           |
| 312471 - | 2008 ST153               | 22 settembre 2008 | LINEAR               |
| 312472 - | 2008 SX216               | 29 settembre 2008 | Mt. Lemmon Survey    |
| 312473 - | 2008 SX245               | 29 settembre 2008 | Mt. Lemmon Survey    |
| 312474 - | 2008 SP252               | 19 settembre 2008 | Spacewatch           |
| 312475 - | 2008 SW275               | 23 settembre 2008 | Mt. Lemmon Survey    |
| 312476 - | 2008 SJ277               | 24 settembre 2008 | Mt. Lemmon Survey    |
| 312477 - | 2008 SD278               | 28 settembre 2008 | Mt. Lemmon Survey    |
| 312478 - | 2008 SN293               | 29 settembre 2008 | CSS                  |
| 312479 - | 2008 TX35                | 1º ottobre 2008   | Mt. Lemmon Survey    |
| 312480 - | 2008 TN49                | 2 ottobre 2008    | Spacewatch           |
| 312481 - | 2008 TA111               | 6 ottobre 2008    | CSS                  |
| 312482 - | 2008 TE127               | 8 ottobre 2008    | Mt. Lemmon Survey    |
| 312483 - | 2008 TD174               | 2 ottobre 2008    | Mt. Lemmon Survey    |
| 312484 - | 2008 UL15                | 18 ottobre 2008   | Spacewatch           |
| 312485 - | 2008 UJ90                | 27 ottobre 2008   | Mt. Lemmon Survey    |
| 312486 - | 2008 UE190               | 25 ottobre 2008   | Mt. Lemmon Survey    |
| 312487 - | 2008 UZ235               | 26 ottobre 2008   | Mt. Lemmon Survey    |
| 312488 - | 2008 VH68                | 2 novembre 2008   | Mt. Lemmon Survey    |
| 312489 - | 2008 WR108               | 30 novembre 2008  | CSS                  |
| 312490 - | 2008 WA126               | 24 novembre 2008  | Mt. Lemmon Survey    |
| 312491 - | 2008 YN29                | 27 dicembre 2008  | BATTeRS              |
| 312492 - | 2008 YR108               | 29 dicembre 2008  | Spacewatch           |
| 312493 - | 2008 YK146               | 30 dicembre 2008  | Spacewatch           |
| 312494 - | 2009 AJ13                | 2 gennaio 2009    | Mt. Lemmon Survey    |
| 312495 - | 2009 AP49                | 1º gennaio 2009   | Mt. Lemmon Survey    |
| 312496 - | 2009 BM9                 | 18 gennaio 2009   | LINEAR               |
| 312497 - | 2009 BR60                | 17 gennaio 2009   | Mt. Lemmon Survey    |
| 312498 - | 2009 BL85                | 25 gennaio 2009   | Spacewatch           |
| 312499 - | 2009 BQ86                | 25 gennaio 2009   | Spacewatch           |
| 312500 - | 2009 BX107               | 29 gennaio 2009   | Mt. Lemmon Survey    |

## 312501-312600
| Nome     | Designazione provvisoria | Data di scoperta  | Scopritore             |
| -------- | ------------------------ | ----------------- | ---------------------- |
| 312501 - | 2009 BU150               | 27 gennaio 2009   | PMO NEO Survey Program |
| 312502 - | 2009 BP151               | 29 gennaio 2009   | Mt. Lemmon Survey      |
| 312503 - | 2009 BX152               | 31 gennaio 2009   | Spacewatch             |
| 312504 - | 2009 BY155               | 31 gennaio 2009   | Spacewatch             |
| 312505 - | 2009 BP166               | 31 gennaio 2009   | Mt. Lemmon Survey      |
| 312506 - | 2009 BY175               | 31 gennaio 2009   | Spacewatch             |
| 312507 - | 2009 BB176               | 31 gennaio 2009   | Mt. Lemmon Survey      |
| 312508 - | 2009 BL178               | 20 gennaio 2009   | Mt. Lemmon Survey      |
| 312509 - | 2009 BZ178               | 20 gennaio 2009   | Mt. Lemmon Survey      |
| 312510 - | 2009 BE190               | 20 gennaio 2009   | Mt. Lemmon Survey      |
| 312511 - | 2009 CO20                | 1º febbraio 2009  | Spacewatch             |
| 312512 - | 2009 CF44                | 14 febbraio 2009  | Spacewatch             |
| 312513 - | 2009 CD57                | 14 febbraio 2009  | Spacewatch             |
| 312514 - | 2009 DB9                 | 19 febbraio 2009  | Mt. Lemmon Survey      |
| 312515 - | 2009 DD15                | 16 febbraio 2009  | OAM                    |
| 312516 - | 2009 DF17                | 16 febbraio 2009  | Spacewatch             |
| 312517 - | 2009 DD21                | 19 febbraio 2009  | Spacewatch             |
| 312518 - | 2009 DU31                | 20 febbraio 2009  | Spacewatch             |
| 312519 - | 2009 DO32                | 20 febbraio 2009  | Spacewatch             |
| 312520 - | 2009 DE33                | 20 febbraio 2009  | Spacewatch             |
| 312521 - | 2009 DV44                | 27 febbraio 2009  | Kugel, F.              |
| 312522 - | 2009 DQ48                | 19 febbraio 2009  | Spacewatch             |
| 312523 - | 2009 DN66                | 24 febbraio 2009  | Mt. Lemmon Survey      |
| 312524 - | 2009 DP66                | 24 febbraio 2009  | Mt. Lemmon Survey      |
| 312525 - | 2009 DS73                | 26 febbraio 2009  | Spacewatch             |
| 312526 - | 2009 DK75                | 19 febbraio 2009  | Mt. Lemmon Survey      |
| 312527 - | 2009 DM106               | 3 novembre 2007   | Spacewatch             |
| 312528 - | 2009 DX109               | 19 febbraio 2009  | Spacewatch             |
| 312529 - | 2009 DY109               | 19 febbraio 2009  | Spacewatch             |
| 312530 - | 2009 DL124               | 19 febbraio 2009  | Spacewatch             |
| 312531 - | 2009 DB130               | 27 febbraio 2009  | Spacewatch             |
| 312532 - | 2009 DY133               | 28 febbraio 2009  | Spacewatch             |
| 312533 - | 2009 DY140               | 24 febbraio 2009  | Mt. Lemmon Survey      |
| 312534 - | 2009 DH142               | 27 febbraio 2009  | Siding Spring Survey   |
| 312535 - | 2009 EY2                 | 5 marzo 2009      | Cerro Burek            |
| 312536 - | 2009 EE16                | 15 marzo 2009     | Spacewatch             |
| 312537 - | 2009 EM18                | 15 marzo 2009     | Spacewatch             |
| 312538 - | 2009 EH20                | 15 marzo 2009     | OAM                    |
| 312539 - | 2009 ES20                | 15 marzo 2009     | Spacewatch             |
| 312540 - | 2009 ER21                | 15 marzo 2009     | Siding Spring Survey   |
| 312541 - | 2009 EU26                | 1º marzo 2009     | CSS                    |
| 312542 - | 2009 FC1                 | 17 marzo 2009     | Ory, M.                |
| 312543 - | 2009 FP5                 | 16 marzo 2009     | Spacewatch             |
| 312544 - | 2009 FA7                 | 16 marzo 2009     | Spacewatch             |
| 312545 - | 2009 FO9                 | 16 marzo 2009     | PMO NEO Survey Program |
| 312546 - | 2009 FV19                | 22 marzo 2009     | Grennan, D.            |
| 312547 - | 2009 FG23                | 21 marzo 2009     | Spacewatch             |
| 312548 - | 2009 FQ24                | 20 marzo 2009     | OAM                    |
| 312549 - | 2009 FE29                | 11 dicembre 2004  | Spacewatch             |
| 312550 - | 2009 FZ34                | 24 marzo 2009     | Mt. Lemmon Survey      |
| 312551 - | 2009 FL39                | 25 marzo 2009     | PMO NEO Survey Program |
| 312552 - | 2009 FB41                | 20 marzo 2009     | OAM                    |
| 312553 - | 2009 FD51                | 28 marzo 2009     | Spacewatch             |
| 312554 - | 2009 FF61                | 21 marzo 2009     | Mt. Lemmon Survey      |
| 312555 - | 2009 FS66                | 23 marzo 2009     | Mt. Lemmon Survey      |
| 312556 - | 2009 FW68                | 16 marzo 2009     | Spacewatch             |
| 312557 - | 2009 FW69                | 18 marzo 2009     | Spacewatch             |
| 312558 - | 2009 GC                  | 2 aprile 2009     | Schwab, E., Kling, R.  |
| 312559 - | 2009 GH2                 | 1º aprile 2009    | CSS                    |
| 312560 - | 2009 GQ4                 | 3 aprile 2009     | Cerro Burek            |
| 312561 - | 2009 HL                  | 18 aprile 2009    | Tozzi, F.              |
| 312562 - | 2009 HQ1                 | 17 aprile 2009    | CSS                    |
| 312563 - | 2009 HO2                 | 18 aprile 2009    | Ory, M.                |
| 312564 - | 2009 HN4                 | 17 aprile 2009    | Spacewatch             |
| 312565 - | 2009 HD7                 | 17 aprile 2009    | Spacewatch             |
| 312566 - | 2009 HL7                 | 17 aprile 2009    | Spacewatch             |
| 312567 - | 2009 HJ10                | 18 aprile 2009    | Spacewatch             |
| 312568 - | 2009 HM19                | 19 aprile 2009    | CSS                    |
| 312569 - | 2009 HX19                | 17 aprile 2009    | CSS                    |
| 312570 - | 2009 HT38                | 18 aprile 2009    | Spacewatch             |
| 312571 - | 2009 HR41                | 20 aprile 2009    | Spacewatch             |
| 312572 - | 2009 HB42                | 20 aprile 2009    | Spacewatch             |
| 312573 - | 2009 HF57                | 22 aprile 2009    | Mt. Lemmon Survey      |
| 312574 - | 2009 HR65                | 23 aprile 2009    | Spacewatch             |
| 312575 - | 2009 HN67                | 26 aprile 2009    | Spacewatch             |
| 312576 - | 2009 HR69                | 22 aprile 2009    | Mt. Lemmon Survey      |
| 312577 - | 2009 HE75                | 27 aprile 2009    | CSS                    |
| 312578 - | 2009 HT76                | 27 aprile 2009    | CSS                    |
| 312579 - | 2009 HY77                | 27 aprile 2009    | PMO NEO Survey Program |
| 312580 - | 2009 HZ78                | 26 aprile 2009    | Spacewatch             |
| 312581 - | 2009 HG80                | 28 aprile 2009    | CSS                    |
| 312582 - | 2009 HN80                | 28 aprile 2009    | CSS                    |
| 312583 - | 2009 HH81                | 28 aprile 2009    | Tozzi, F.              |
| 312584 - | 2009 HO81                | 24 aprile 2009    | Cerro Burek            |
| 312585 - | 2009 HW82                | 26 aprile 2009    | Spacewatch             |
| 312586 - | 2009 HS88                | 30 aprile 2009    | OAM                    |
| 312587 - | 2009 HW89                | 30 aprile 2009    | OAM                    |
| 312588 - | 2009 HZ99                | 26 aprile 2009    | PMO NEO Survey Program |
| 312589 - | 2009 HR102               | 23 aprile 2009    | Spacewatch             |
| 312590 - | 2009 HT106               | 17 aprile 2009    | CSS                    |
| 312591 - | 2009 JZ11                | 15 maggio 2009    | CSS                    |
| 312592 - | 2009 JA16                | 14 maggio 2009    | Spacewatch             |
| 312593 - | 2009 KN2                 | 18 maggio 2009    | Bickel, W.             |
| 312594 - | 2009 KM3                 | 23 maggio 2009    | Matson, R.             |
| 312595 - | 2009 KJ6                 | 25 maggio 2009    | Spacewatch             |
| 312596 - | 2009 KD9                 | 24 maggio 2009    | CSS                    |
| 312597 - | 2009 KY14                | 26 maggio 2009    | CSS                    |
| 312598 - | 2009 KG22                | 17 maggio 2009    | Spacewatch             |
| 312599 - | 2009 KP26                | 29 maggio 2009    | Spacewatch             |
| 312600 - | 2009 KF34                | 26 settembre 2006 | Spacewatch             |

## 312601-312700
| Nome                 | Designazione provvisoria | Data di scoperta  | Scopritore                       |
| -------------------- | ------------------------ | ----------------- | -------------------------------- |
| 312601 -             | 2009 KW35                | 18 maggio 2009    | Mt. Lemmon Survey                |
| 312602 -             | 2009 LZ1                 | 12 giugno 2009    | Spacewatch                       |
| 312603 -             | 2009 LU6                 | 1º giugno 2009    | Mt. Lemmon Survey                |
| 312604 -             | 2009 OK3                 | 19 luglio 2009    | OAM                              |
| 312605 -             | 2009 OG6                 | 19 luglio 2009    | OAM                              |
| 312606 -             | 2009 PX14                | 15 agosto 2009    | CSS                              |
| 312607 -             | 2009 RJ21                | 29 novembre 2005  | Spacewatch                       |
| 312608 -             | 2009 RU53                | 15 settembre 2009 | Spacewatch                       |
| 312609 -             | 2009 RW55                | 15 settembre 2009 | Spacewatch                       |
| 312610 -             | 2009 RA63                | 12 settembre 2009 | Spacewatch                       |
| 312611 -             | 2009 RY68                | 15 settembre 2009 | Spacewatch                       |
| 312612 -             | 2009 SE74                | 17 settembre 2009 | Spacewatch                       |
| 312613 -             | 2009 SB112               | 18 settembre 2009 | Spacewatch                       |
| 312614 -             | 2009 SQ120               | 18 settembre 2009 | Spacewatch                       |
| 312615 -             | 2009 SJ137               | 18 settembre 2009 | Spacewatch                       |
| 312616 -             | 2009 SF141               | 30 luglio 2008    | Spacewatch                       |
| 312617 -             | 2009 SZ199               | 30 luglio 2008    | Spacewatch                       |
| 312618 -             | 2009 SQ246               | 17 settembre 2009 | Spacewatch                       |
| 312619 -             | 2009 SS246               | 30 novembre 2000  | Sloan Digital Sky Survey         |
| 312620 -             | 2009 SA252               | 21 settembre 2009 | Spacewatch                       |
| 312621 -             | 2009 SZ269               | 24 settembre 2009 | Spacewatch                       |
| 312622 -             | 2009 SH313               | 18 settembre 2009 | Spacewatch                       |
| 312623 -             | 2009 SQ346               | 22 settembre 2009 | Spacewatch                       |
| 312624 -             | 2009 SB355               | 6 settembre 2008  | Spacewatch                       |
| 312625 -             | 2009 SK356               | 16 settembre 2009 | Spacewatch                       |
| 312626 -             | 2009 TU15                | 1º ottobre 2009   | Mt. Lemmon Survey                |
| 312627 Brigitteyagüe | 2009 TS26                | 14 ottobre 2009   | OAM                              |
| 312628 -             | 2009 UA36                | 22 ottobre 2009   | Mt. Lemmon Survey                |
| 312629 -             | 2009 UB101               | 23 ottobre 2009   | Mt. Lemmon Survey                |
| 312630 -             | 2009 UB107               | 22 ottobre 2009   | Mt. Lemmon Survey                |
| 312631 -             | 2009 UR145               | 21 ottobre 2009   | CSS                              |
| 312632 -             | 2009 UY148               | 17 ottobre 2009   | Mt. Lemmon Survey                |
| 312633 -             | 2009 WE5                 | 16 novembre 2009  | Spacewatch                       |
| 312634 -             | 2009 WM59                | 16 novembre 2009  | Mt. Lemmon Survey                |
| 312635 -             | 2009 WC221               | 16 novembre 2009  | Mt. Lemmon Survey                |
| 312636 -             | 2009 WG229               | 17 novembre 2009  | Mt. Lemmon Survey                |
| 312637 -             | 2010 AP85                | 2 ottobre 2009    | Mt. Lemmon Survey                |
| 312638 -             | 2010 AP111               | 14 maggio 2004    | Spacewatch                       |
| 312639 -             | 2010 BX15                | 15 settembre 2010 | Spacewatch                       |
| 312640 -             | 2010 BJ43                | 26 ottobre 2009   | Mt. Lemmon Survey                |
| 312641 -             | 2010 BF52                | 11 aprile 2002    | NEAT                             |
| 312642 -             | 2010 BH62                | 21 gennaio 2010   | WISE                             |
| 312643 -             | 2010 BZ111               | 9 ottobre 2009    | Spacewatch                       |
| 312644 -             | 2010 CO31                | 9 febbraio 2010   | Mt. Lemmon Survey                |
| 312645 -             | 2010 EP65                | 9 marzo 2010      | Rabinowitz, D., Tourtellotte, S. |
| 312646 -             | 2010 EY91                | 19 agosto 1995    | Lagerkvist, C.-I.                |
| 312647 -             | 2010 GM101               | 5 aprile 2010     | Spacewatch                       |
| 312648 -             | 2010 JY18                | 3 maggio 2010     | WISE                             |
| 312649 -             | 2010 JP47                | 3 maggio 2010     | Spacewatch                       |
| 312650 -             | 2010 JJ110               | 10 marzo 2007     | CSS                              |
| 312651 -             | 2010 JG124               | 6 maggio 2010     | CSS                              |
| 312652 -             | 2010 KY20                | 17 maggio 2010    | WISE                             |
| 312653 -             | 2010 KQ36                | 18 maggio 2010    | OAM                              |
| 312654 -             | 2010 KT41                | 20 maggio 2010    | WISE                             |
| 312655 -             | 2010 KS50                | 22 maggio 2010    | WISE                             |
| 312656 -             | 2010 KJ63                | 23 maggio 2010    | WISE                             |
| 312657 -             | 2010 KW78                | 25 maggio 2010    | WISE                             |
| 312658 -             | 2010 KX78                | 1º ottobre 2005   | CSS                              |
| 312659 -             | 2010 KV90                | 27 maggio 2010    | WISE                             |
| 312660 -             | 2010 KS95                | 27 maggio 2010    | WISE                             |
| 312661 -             | 2010 KL114               | 30 maggio 2010    | WISE                             |
| 312662 -             | 2010 LZ11                | 2 giugno 2010     | WISE                             |
| 312663 -             | 2010 LB12                | 2 giugno 2010     | WISE                             |
| 312664 -             | 2010 LD12                | 2 giugno 2010     | WISE                             |
| 312665 -             | 2010 LY15                | 1º giugno 2010    | Tenagra II                       |
| 312666 -             | 2010 LS17                | 3 giugno 2010     | WISE                             |
| 312667 -             | 2010 LH53                | 8 giugno 2010     | WISE                             |
| 312668 -             | 2010 LJ57                | 9 giugno 2010     | WISE                             |
| 312669 -             | 2010 LR62                | 6 giugno 2010     | Spacewatch                       |
| 312670 -             | 2010 LM92                | 12 giugno 2010    | WISE                             |
| 312671 -             | 2010 LP103               | 13 giugno 2010    | WISE                             |
| 312672 -             | 2010 LU113               | 13 giugno 2010    | CSS                              |
| 312673 -             | 2010 MD11                | 3 novembre 1999   | LINEAR                           |
| 312674 -             | 2010 MF20                | 18 giugno 2010    | WISE                             |
| 312675 -             | 2010 MF28                | 19 giugno 2010    | WISE                             |
| 312676 -             | 2010 MF36                | 19 gennaio 2007   | Wiegert, P. A.                   |
| 312677 -             | 2010 MK63                | 24 giugno 2010    | WISE                             |
| 312678 -             | 2010 MP71                | 29 agosto 2005    | Spacewatch                       |
| 312679 -             | 2010 MJ73                | 26 giugno 2010    | WISE                             |
| 312680 -             | 2010 MG104               | 8 febbraio 2007   | Mt. Lemmon Survey                |
| 312681 -             | 2010 NV4                 | 6 luglio 2010     | CSS                              |
| 312682 -             | 2010 NW4                 | 6 luglio 2010     | CSS                              |
| 312683 -             | 2010 NH5                 | 24 luglio 2003    | NEAT                             |
| 312684 -             | 2010 NX22                | 6 settembre 2004  | Siding Spring Survey             |
| 312685 -             | 2010 NM30                | 7 luglio 2010     | WISE                             |
| 312686 -             | 2010 NZ39                | 8 luglio 2010     | WISE                             |
| 312687 -             | 2010 NU43                | 9 luglio 2010     | WISE                             |
| 312688 -             | 2010 NK45                | 3 aprile 2008     | Mt. Lemmon Survey                |
| 312689 -             | 2010 ND50                | 30 settembre 2005 | Mt. Lemmon Survey                |
| 312690 -             | 2010 NE64                | 11 luglio 2010    | WISE                             |
| 312691 -             | 2010 NW86                | 1º luglio 2010    | WISE                             |
| 312692 -             | 2010 NA97                | 10 marzo 2008     | Spacewatch                       |
| 312693 -             | 2010 NU110               | 11 marzo 2008     | Spacewatch                       |
| 312694 -             | 2010 NT117               | 5 luglio 2010     | Spacewatch                       |
| 312695 -             | 2010 OE6                 | 3 novembre 2005   | Mt. Lemmon Survey                |
| 312696 -             | 2010 OK14                | 1º ottobre 2005   | CSS                              |
| 312697 -             | 2010 OW25                | 29 agosto 2001    | NEAT                             |
| 312698 -             | 2010 OL28                | 6 marzo 2008      | Mt. Lemmon Survey                |
| 312699 -             | 2010 OH41                | 19 febbraio 2007  | CSS                              |
| 312700 -             | 2010 OY75                | 26 luglio 2010    | WISE                             |

## 312701-312800
| Nome     | Designazione provvisoria | Data di scoperta  | Scopritore                           |
| -------- | ------------------------ | ----------------- | ------------------------------------ |
| 312701 - | 2010 OS84                | 21 settembre 2004 | LINEAR                               |
| 312702 - | 2010 OD87                | 11 gennaio 2008   | Mt. Lemmon Survey                    |
| 312703 - | 2010 PT2                 | 21 gennaio 2001   | LINEAR                               |
| 312704 - | 2010 PV10                | 5 agosto 2010     | LINEAR                               |
| 312705 - | 2010 PW21                | 4 novembre 2004   | Spacewatch                           |
| 312706 - | 2010 PM25                | 28 gennaio 2007   | CSS                                  |
| 312707 - | 2010 PV25                | 7 agosto 2010     | WISE                                 |
| 312708 - | 2010 PJ44                | 23 gennaio 2006   | CSS                                  |
| 312709 - | 2010 PR49                | 21 dicembre 2006  | Mt. Lemmon Survey                    |
| 312710 - | 2010 PE65                | 11 settembre 2005 | Spacewatch                           |
| 312711 - | 2010 PO71                | 22 agosto 1998    | Beijing Schmidt CCD Asteroid Program |
| 312712 - | 2010 PB76                | 10 agosto 2010    | Spacewatch                           |
| 312713 - | 2010 QS3                 | 18 agosto 2010    | PMO NEO Survey Program               |
| 312714 - | 2010 RR3                 | 1º settembre 2010 | ESA OGS                              |
| 312715 - | 2010 RU20                | 15 dicembre 2006  | Spacewatch                           |
| 312716 - | 2010 RA31                | 28 aprile 2004    | Spacewatch                           |
| 312717 - | 2010 RQ40                | 16 maggio 2005    | Spacewatch                           |
| 312718 - | 2010 RG44                | 6 settembre 2010  | Fratev, F.                           |
| 312719 - | 2010 RG48                | 13 settembre 2005 | Spacewatch                           |
| 312720 - | 2010 RE49                | 4 settembre 2010  | LINEAR                               |
| 312721 - | 2010 RC50                | 10 agosto 2004    | LINEAR                               |
| 312722 - | 2010 RY55                | 29 settembre 2005 | Spacewatch                           |
| 312723 - | 2010 RF65                | 13 giugno 2010    | Mt. Lemmon Survey                    |
| 312724 - | 2010 RU73                | 4 ottobre 1996    | Spacewatch                           |
| 312725 - | 2010 RJ82                | 27 febbraio 2008  | Mt. Lemmon Survey                    |
| 312726 - | 2010 RW105               | 23 gennaio 2003   | Boattini, A., Scholl, H.             |
| 312727 - | 2010 RO108               | 10 settembre 2010 | Mt. Lemmon Survey                    |
| 312728 - | 2010 RA109               | 1º febbraio 2001  | LINEAR                               |
| 312729 - | 2010 RV118               | 13 giugno 2005    | Mt. Lemmon Survey                    |
| 312730 - | 2010 RZ160               | 3 gennaio 2003    | Spacewatch                           |
| 312731 - | 2010 SS9                 | 8 settembre 2004  | St. Veran                            |
| 312732 - | 2010 SA14                | 21 luglio 1999    | LONEOS                               |
| 312733 - | 2010 SC21                | 15 dicembre 2006  | Spacewatch                           |
| 312734 - | 2010 SH27                | 25 novembre 2005  | CSS                                  |
| 312735 - | 2010 SL36                | 29 ottobre 2005   | CSS                                  |
| 312736 - | 2010 SU36                | 3 novembre 2005   | CSS                                  |
| 312737 - | 2010 SY40                | 28 gennaio 2007   | Spacewatch                           |
| 312738 - | 2010 TZ4                 | 14 ottobre 2001   | LINEAR                               |
| 312739 - | 2010 TA25                | 1º ottobre 2005   | Spacewatch                           |
| 312740 - | 2010 TP26                | 22 novembre 2006  | Spacewatch                           |
| 312741 - | 2010 TD29                | 9 ottobre 2005    | Spacewatch                           |
| 312742 - | 2010 TU33                | 25 novembre 2005  | Mt. Lemmon Survey                    |
| 312743 - | 2010 TL34                | 12 novembre 2006  | Mt. Lemmon Survey                    |
| 312744 - | 2010 TM35                | 1º aprile 2008    | Mt. Lemmon Survey                    |
| 312745 - | 2010 TM41                | 17 settembre 2006 | Spacewatch                           |
| 312746 - | 2010 TR52                | 21 ottobre 2006   | LUSS                                 |
| 312747 - | 2010 TR57                | 1º ottobre 2005   | Mt. Lemmon Survey                    |
| 312748 - | 2010 TZ69                | 3 maggio 2008     | Spacewatch                           |
| 312749 - | 2010 TN82                | 30 agosto 2005    | Spacewatch                           |
| 312750 - | 2010 TG85                | 17 novembre 2006  | Mt. Lemmon Survey                    |
| 312751 - | 2010 TG92                | 24 aprile 2006    | Broughton, J.                        |
| 312752 - | 2010 TT96                | 26 marzo 2003     | Spacewatch                           |
| 312753 - | 2010 TA97                | 28 settembre 2006 | Spacewatch                           |
| 312754 - | 2010 TG98                | 10 ottobre 1999   | Spacewatch                           |
| 312755 - | 2010 TB99                | 22 agosto 2004    | Spacewatch                           |
| 312756 - | 2010 TZ104               | 15 aprile 2008    | Mt. Lemmon Survey                    |
| 312757 - | 2010 TP109               | 28 agosto 2005    | Spacewatch                           |
| 312758 - | 2010 TG116               | 16 luglio 2004    | Buie, M. W.                          |
| 312759 - | 2010 TM127               | 17 giugno 2005    | Mt. Lemmon Survey                    |
| 312760 - | 2010 TO135               | 23 agosto 2004    | Spacewatch                           |
| 312761 - | 2010 TK157               | 13 dicembre 2006  | Spacewatch                           |
| 312762 - | 2010 TZ157               | 5 ottobre 2005    | Mt. Lemmon Survey                    |
| 312763 - | 2010 TA159               | 28 marzo 2008     | Mt. Lemmon Survey                    |
| 312764 - | 2010 TP178               | 7 ottobre 2004    | Spacewatch                           |
| 312765 - | 2010 TF179               | 4 ottobre 1999    | Spacewatch                           |
| 312766 - | 2010 UW14                | 20 maggio 2005    | Mt. Lemmon Survey                    |
| 312767 - | 2010 US22                | 25 dicembre 2005  | Spacewatch                           |
| 312768 - | 2010 UL30                | 16 febbraio 2002  | NEAT                                 |
| 312769 - | 2010 UP30                | 7 dicembre 2005   | Spacewatch                           |
| 312770 - | 2010 UF56                | 6 settembre 2008  | Mt. Lemmon Survey                    |
| 312771 - | 2010 UH67                | 11 giugno 2004    | Spacewatch                           |
| 312772 - | 2010 UA76                | 11 dicembre 2002  | Spacewatch                           |
| 312773 - | 2010 UW82                | 12 gennaio 2010   | WISE                                 |
| 312774 - | 2010 UC86                | 7 luglio 2005     | Spacewatch                           |
| 312775 - | 2010 UP97                | 26 marzo 2003     | Spacewatch                           |
| 312776 - | 2010 UZ101               | 2 novembre 2006   | Mt. Lemmon Survey                    |
| 312777 - | 2010 VP6                 | 13 settembre 2004 | NEAT                                 |
| 312778 - | 2010 VA30                | 21 ottobre 2009   | CSS                                  |
| 312779 - | 2010 VY33                | 29 luglio 2009    | Spacewatch                           |
| 312780 - | 2010 VR34                | 6 febbraio 2007   | Mt. Lemmon Survey                    |
| 312781 - | 2010 VO39                | 28 agosto 2006    | Spacewatch                           |
| 312782 - | 2010 VB46                | 16 dicembre 2007  | Mt. Lemmon Survey                    |
| 312783 - | 2010 VX52                | 13 marzo 2008     | Spacewatch                           |
| 312784 - | 2010 VB74                | 2 settembre 2000  | LONEOS                               |
| 312785 - | 2010 VH90                | 16 luglio 2002    | NEAT                                 |
| 312786 - | 2010 VC96                | 2 ottobre 2009    | Mt. Lemmon Survey                    |
| 312787 - | 2010 VA114               | 10 maggio 2005    | Mt. Lemmon Survey                    |
| 312788 - | 2010 VF127               | 22 giugno 1995    | Spacewatch                           |
| 312789 - | 2010 VW138               | 23 luglio 2003    | NEAT                                 |
| 312790 - | 2010 VB163               | 8 aprile 2002     | NEAT                                 |
| 312791 - | 2010 VT164               | 18 novembre 1998  | Buie, M. W.                          |
| 312792 - | 2010 VX176               | 22 giugno 2004    | Spacewatch                           |
| 312793 - | 2010 VR180               | 4 settembre 2008  | Spacewatch                           |
| 312794 - | 2010 VM195               | 1º dicembre 2005  | Mt. Lemmon Survey                    |
| 312795 - | 2010 WY10                | 30 novembre 2000  | Sloan Digital Sky Survey             |
| 312796 - | 2010 WQ21                | 4 settembre 2008  | Spacewatch                           |
| 312797 - | 2010 WC22                | 27 settembre 2009 | Spacewatch                           |
| 312798 - | 2010 WC27                | 19 settembre 2009 | Spacewatch                           |
| 312799 - | 2010 WF54                | 21 giugno 2007    | Mt. Lemmon Survey                    |
| 312800 - | 2010 WM64                | 28 gennaio 2007   | Spacewatch                           |

## 312801-312900
| Nome     | Designazione provvisoria | Data di scoperta  | Scopritore                                                |
| -------- | ------------------------ | ----------------- | --------------------------------------------------------- |
| 312801 - | 2010 WO66                | 24 settembre 2008 | Mt. Lemmon Survey                                         |
| 312802 - | 2010 XM5                 | 5 gennaio 2000    | LINEAR                                                    |
| 312803 - | 2010 XD71                | 13 settembre 2007 | Mt. Lemmon Survey                                         |
| 312804 - | 2010 XQ79                | 22 agosto 1995    | Spacewatch                                                |
| 312805 - | 2010 XN80                | 11 aprile 2003    | Spacewatch                                                |
| 312806 - | 2010 XG85                | 2 gennaio 2001    | Spacewatch                                                |
| 312807 - | 2010 XM87                | 4 ottobre 1996    | Spacewatch                                                |
| 312808 - | 2010 YS1                 | 4 settembre 2003  | Spacewatch                                                |
| 312809 - | 2011 AJ22                | 3 marzo 2006      | LONEOS                                                    |
| 312810 - | 2011 BZ125               | 19 luglio 2004    | LONEOS                                                    |
| 312811 - | 2011 FP88                | 17 settembre 1995 | Spacewatch                                                |
| 312812 - | 2011 GH                  | 4 gennaio 2006    | Mt. Lemmon Survey                                         |
| 312813 - | 2011 KL30                | 27 aprile 2001    | LINEAR                                                    |
| 312814 - | 2011 LS13                | 13 febbraio 2002  | Sloan Digital Sky Survey                                  |
| 312815 - | 2011 OR19                | 31 agosto 2000    | LINEAR                                                    |
| 312816 - | 2011 OE48                | 6 dicembre 2002   | LINEAR                                                    |
| 312817 - | 2011 QT6                 | 1º dicembre 2005  | Spacewatch                                                |
| 312818 - | 2011 QX67                | 25 maggio 2007    | Mt. Lemmon Survey                                         |
| 312819 - | 2011 QO92                | 15 ottobre 2001   | Spacewatch                                                |
| 312820 - | 2011 SG31                | 27 dicembre 2005  | Spacewatch                                                |
| 312821 - | 2011 SF43                | 12 febbraio 2004  | Spacewatch                                                |
| 312822 - | 2011 SO91                | 22 aprile 2004    | Spacewatch                                                |
| 312823 - | 2011 SB113               | 19 gennaio 2001   | NEAT                                                      |
| 312824 - | 2011 SN123               | 11 marzo 2002     | NEAT                                                      |
| 312825 - | 2011 SH135               | 21 ottobre 1995   | Spacewatch                                                |
| 312826 - | 2011 SD142               | 19 gennaio 2004   | Spacewatch                                                |
| 312827 - | 2011 SW166               | 8 aprile 2002     | Spacewatch                                                |
| 312828 - | 2011 SW172               | 1º ottobre 2000   | LONEOS                                                    |
| 312829 - | 2011 SW183               | 22 novembre 2006  | Spacewatch                                                |
| 312830 - | 2011 SB241               | 23 marzo 2003     | Spacewatch                                                |
| 312831 - | 2011 SU247               | 4 dicembre 2003   | LINEAR                                                    |
| 312832 - | 2011 SN257               | 1º gennaio 2009   | Spacewatch                                                |
| 312833 - | 2011 TO9                 | 18 dicembre 2001  | LINEAR                                                    |
| 312834 - | 2011 TS13                | 15 marzo 2004     | Spacewatch                                                |
| 312835 - | 2011 UP8                 | 16 febbraio 2002  | NEAT                                                      |
| 312836 - | 2011 UE13                | 10 ottobre 2004   | Spacewatch                                                |
| 312837 - | 2011 UC16                | 16 aprile 2004    | Spacewatch                                                |
| 312838 - | 2011 UL17                | 8 aprile 2002     | NEAT                                                      |
| 312839 - | 2011 UL25                | 22 ottobre 2006   | Mt. Lemmon Survey                                         |
| 312840 - | 2011 UW37                | 27 maggio 2003    | Spacewatch                                                |
| 312841 - | 2011 UO49                | 28 settembre 2000 | Spacewatch                                                |
| 312842 - | 2011 UW52                | 23 aprile 2004    | CINEOS                                                    |
| 312843 - | 2011 UA55                | 17 novembre 1995  | Spacewatch                                                |
| 312844 - | 2011 UM55                | 18 luglio 2006    | Siding Spring Survey                                      |
| 312845 - | 2011 UQ55                | 1º agosto 2000    | LINEAR                                                    |
| 312846 - | 2011 UQ61                | 11 marzo 2005     | Mt. Lemmon Survey                                         |
| 312847 - | 2011 UA78                | 29 marzo 2003     | LONEOS                                                    |
| 312848 - | 2011 UE78                | 19 novembre 2006  | Spacewatch                                                |
| 312849 - | 2011 UY81                | 15 gennaio 2004   | Spacewatch                                                |
| 312850 - | 2011 UQ84                | 1º settembre 2005 | NEAT                                                      |
| 312851 - | 2011 UZ84                | 15 ottobre 2002   | NEAT                                                      |
| 312852 - | 2011 UA85                | 18 dicembre 2004  | Mt. Lemmon Survey                                         |
| 312853 - | 2011 UM86                | 23 settembre 2000 | LINEAR                                                    |
| 312854 - | 2011 UR86                | 28 luglio 2005    | NEAT                                                      |
| 312855 - | 2011 UO87                | 7 maggio 2010     | Mt. Lemmon Survey                                         |
| 312856 - | 2011 UY87                | 5 novembre 2007   | Mt. Lemmon Survey                                         |
| 312857 - | 2011 UK88                | 11 aprile 2005    | Mt. Lemmon Survey                                         |
| 312858 - | 2011 UK89                | 23 marzo 2003     | Spacewatch                                                |
| 312859 - | 2011 UL113               | 14 dicembre 2004  | LINEAR                                                    |
| 312860 - | 2011 UB125               | 26 marzo 2003     | Spacewatch                                                |
| 312861 - | 2011 UO126               | 8 gennaio 2008    | Gierlinger, R.                                            |
| 312862 - | 2011 UP141               | 5 dicembre 2007   | Spacewatch                                                |
| 312863 - | 2011 UX141               | 11 ottobre 1977   | van Houten, C. J., van Houten-Groeneveld, I., Gehrels, T. |
| 312864 - | 2011 US145               | 19 settembre 2001 | LINEAR                                                    |
| 312865 - | 2011 UC152               | 18 marzo 2004     | LINEAR                                                    |
| 312866 - | 2011 UY152               | 1º maggio 2003    | Spacewatch                                                |
| 312867 - | 2011 UP154               | 13 gennaio 2005   | Spacewatch                                                |
| 312868 - | 2011 UQ154               | 2 dicembre 2004   | LINEAR                                                    |
| 312869 - | 2011 UL160               | 2 aprile 2005     | Spacewatch                                                |
| 312870 - | 2011 UA161               | 20 ottobre 2001   | NEAT                                                      |
| 312871 - | 2011 UL161               | 29 agosto 2005    | Spacewatch                                                |
| 312872 - | 2011 UU163               | 9 novembre 2004   | CSS                                                       |
| 312873 - | 2011 UD164               | 11 ottobre 1977   | van Houten, C. J., van Houten-Groeneveld, I., Gehrels, T. |
| 312874 - | 2011 UM165               | 7 ottobre 2004    | NEAT                                                      |
| 312875 - | 2011 UJ174               | 31 ottobre 2002   | LINEAR                                                    |
| 312876 - | 2011 UY177               | 30 settembre 2005 | LONEOS                                                    |
| 312877 - | 2011 UY179               | 15 settembre 1993 | Debehogne, H., Elst, E. W.                                |
| 312878 - | 2011 UA180               | 10 ottobre 1999   | LINEAR                                                    |
| 312879 - | 2011 UC192               | 30 dicembre 2007  | Mt. Lemmon Survey                                         |
| 312880 - | 2011 UL196               | 10 marzo 2002     | Spacewatch                                                |
| 312881 - | 2011 UU199               | 19 agosto 2006    | Spacewatch                                                |
| 312882 - | 2011 UV202               | 8 aprile 2008     | CSS                                                       |
| 312883 - | 2011 UW203               | 21 gennaio 2008   | Mt. Lemmon Survey                                         |
| 312884 - | 2011 UL242               | 29 luglio 2002    | NEAT                                                      |
| 312885 - | 2011 UO251               | 3 ottobre 2006    | Mt. Lemmon Survey                                         |
| 312886 - | 2011 UK252               | 27 maggio 2000    | LINEAR                                                    |
| 312887 - | 2011 US253               | 19 dicembre 2000  | LINEAR                                                    |
| 312888 - | 2011 UN254               | 2 aprile 2000     | Spacewatch                                                |
| 312889 - | 2011 UV262               | 19 settembre 2006 | Spacewatch                                                |
| 312890 - | 2011 UL263               | 18 dicembre 2007  | Mt. Lemmon Survey                                         |
| 312891 - | 2011 UB266               | 28 maggio 2000    | Spacewatch                                                |
| 312892 - | 2011 UE268               | 24 novembre 2000  | LONEOS                                                    |
| 312893 - | 2011 UE271               | 24 aprile 2003    | Spacewatch                                                |
| 312894 - | 2011 UY271               | 14 dicembre 2003  | Spacewatch                                                |
| 312895 - | 2011 UB281               | 19 aprile 1998    | Spacewatch                                                |
| 312896 - | 2011 UG281               | 24 ottobre 2004   | LONEOS                                                    |
| 312897 - | 2011 UH285               | 13 maggio 2005    | Mt. Lemmon Survey                                         |
| 312898 - | 2011 UT285               | 16 febbraio 2004  | Spacewatch                                                |
| 312899 - | 2011 US296               | 22 aprile 2004    | LINEAR                                                    |
| 312900 - | 2011 UM297               | 21 marzo 2010     | Spacewatch                                                |

## 312901-313000
| Nome     | Designazione provvisoria | Data di scoperta  | Scopritore                                                |
| -------- | ------------------------ | ----------------- | --------------------------------------------------------- |
| 312901 - | 2011 UH300               | 5 febbraio 2000   | Spacewatch                                                |
| 312902 - | 2011 UL300               | 1º ottobre 2005   | CSS                                                       |
| 312903 - | 2011 UQ300               | 7 gennaio 2003    | LINEAR                                                    |
| 312904 - | 2011 UO309               | 30 settembre 2006 | Mt. Lemmon Survey                                         |
| 312905 - | 2011 UH317               | 29 agosto 2006    | CSS                                                       |
| 312906 - | 2011 UC319               | 20 giugno 1998    | Spacewatch                                                |
| 312907 - | 2011 UZ327               | 24 settembre 1995 | Spacewatch                                                |
| 312908 - | 2011 UA332               | 5 dicembre 2002   | LINEAR                                                    |
| 312909 - | 2011 UQ334               | 3 agosto 2000     | Spacewatch                                                |
| 312910 - | 2011 UT338               | 9 giugno 2007     | CSS                                                       |
| 312911 - | 2011 UC363               | 15 dicembre 2006  | Spacewatch                                                |
| 312912 - | 2011 UZ400               | 18 novembre 1995  | Spacewatch                                                |
| 312913 - | 2011 VV4                 | 29 ottobre 2005   | Mt. Lemmon Survey                                         |
| 312914 - | 2011 VU12                | 14 gennaio 2002   | NEAT                                                      |
| 312915 - | 2011 VG14                | 18 marzo 2004     | Spacewatch                                                |
| 312916 - | 2011 VU14                | 20 settembre 2001 | LINEAR                                                    |
| 312917 - | 2011 WH1                 | 30 settembre 2005 | Mt. Lemmon Survey                                         |
| 312918 - | 2011 WV1                 | 22 dicembre 1998  | Spacewatch                                                |
| 312919 - | 2011 WU9                 | 12 febbraio 2004  | Spacewatch                                                |
| 312920 - | 2011 WD14                | 26 settembre 1998 | LINEAR                                                    |
| 312921 - | 2011 WF16                | 26 marzo 2000     | LONEOS                                                    |
| 312922 - | 2011 WL17                | 18 dicembre 1995  | Spacewatch                                                |
| 312923 - | 2011 WA32                | 13 febbraio 2002  | Spacewatch                                                |
| 312924 - | 2011 WN35                | 25 dicembre 2006  | Spacewatch                                                |
| 312925 - | 2011 WX39                | 9 maggio 2005     | CSS                                                       |
| 312926 - | 2011 WN55                | 24 aprile 2006    | Spacewatch                                                |
| 312927 - | 2011 WM58                | 7 aprile 2005     | Mt. Lemmon Survey                                         |
| 312928 - | 2011 WT59                | 29 gennaio 1998   | Spacewatch                                                |
| 312929 - | 2011 WM60                | 27 dicembre 2006  | Mt. Lemmon Survey                                         |
| 312930 - | 2011 WN61                | 11 marzo 2005     | Mt. Lemmon Survey                                         |
| 312931 - | 2011 WY66                | 16 gennaio 2008   | Spacewatch                                                |
| 312932 - | 2011 WV69                | 28 agosto 2003    | NEAT                                                      |
| 312933 - | 2011 WD80                | 7 febbraio 1999   | Spacewatch                                                |
| 312934 - | 2011 WS83                | 27 novembre 2000  | LINEAR                                                    |
| 312935 - | 5042 T-3                 | 16 ottobre 1977   | van Houten, C. J., van Houten-Groeneveld, I., Gehrels, T. |
| 312936 - | 1979 MT3                 | 25 giugno 1979    | Helin, E. F., Bus, S. J.                                  |
| 312937 - | 1993 RU14                | 15 settembre 1993 | Elst, E. W.                                               |
| 312938 - | 1994 AY6                 | 7 gennaio 1994    | Spacewatch                                                |
| 312939 - | 1994 SW12                | 29 settembre 1994 | Spacewatch                                                |
| 312940 - | 1994 UC10                | 28 ottobre 1994   | Spacewatch                                                |
| 312941 - | 1995 BJ12                | 31 gennaio 1995   | Spacewatch                                                |
| 312942 - | 1995 EK1                 | 7 marzo 1995      | Kobayashi, T.                                             |
| 312943 - | 1995 EQ5                 | 2 marzo 1995      | Spacewatch                                                |
| 312944 - | 1995 FK8                 | 26 marzo 1995     | Spacewatch                                                |
| 312945 - | 1995 FE19                | 29 marzo 1995     | Spacewatch                                                |
| 312946 - | 1995 SN35                | 18 settembre 1995 | Spacewatch                                                |
| 312947 - | 1995 SC46                | 26 settembre 1995 | Spacewatch                                                |
| 312948 - | 1995 SF80                | 26 settembre 1995 | Spacewatch                                                |
| 312949 - | 1995 UG82                | 28 ottobre 1995   | Spacewatch                                                |
| 312950 - | 1995 WP11                | 16 novembre 1995  | Spacewatch                                                |
| 312951 - | 1995 YQ11                | 18 dicembre 1995  | Spacewatch                                                |
| 312952 - | 1996 AN6                 | 12 gennaio 1996   | Spacewatch                                                |
| 312953 - | 1996 BM10                | 21 gennaio 1996   | Spacewatch                                                |
| 312954 - | 1996 GF13                | 11 aprile 1996    | Spacewatch                                                |
| 312955 - | 1996 RB19                | 15 settembre 1996 | Spacewatch                                                |
| 312956 - | 1997 CZ3                 | 2 febbraio 1997   | Spacewatch                                                |
| 312957 - | 1997 JQ9                 | 6 maggio 1997     | Spacewatch                                                |
| 312958 - | 1997 QP2                 | 30 agosto 1997    | NEAT                                                      |
| 312959 - | 1997 SH9                 | 27 settembre 1997 | Spacewatch                                                |
| 312960 - | 1997 SP11                | 27 settembre 1997 | Spacewatch                                                |
| 312961 - | 1997 SG30                | 30 settembre 1997 | Spacewatch                                                |
| 312962 - | 1997 SM30                | 30 settembre 1997 | Spacewatch                                                |
| 312963 - | 1997 YO8                 | 21 dicembre 1997  | Spacewatch                                                |
| 312964 - | 1998 DU25                | 23 febbraio 1998  | Spacewatch                                                |
| 312965 - | 1998 EW9                 | 5 marzo 1998      | Beijing Schmidt CCD Asteroid Program                      |
| 312966 - | 1998 HE5                 | 22 aprile 1998    | Spacewatch                                                |
| 312967 - | 1998 QW28                | 23 agosto 1998    | Beijing Schmidt CCD Asteroid Program                      |
| 312968 - | 1998 QS97                | 24 agosto 1998    | LINEAR                                                    |
| 312969 - | 1998 SK34                | 26 settembre 1998 | LINEAR                                                    |
| 312970 - | 1998 SZ34                | 26 settembre 1998 | LINEAR                                                    |
| 312971 - | 1998 VE34                | 15 novembre 1998  | Kagawa, T.                                                |
| 312972 - | 1998 WO                  | 17 novembre 1998  | Griffin, I. P.                                            |
| 312973 - | 1999 BX10                | 19 gennaio 1999   | ODAS                                                      |
| 312974 - | 1999 CU8                 | 10 febbraio 1999  | LINEAR                                                    |
| 312975 - | 1999 CZ70                | 12 febbraio 1999  | LINEAR                                                    |
| 312976 - | 1999 CN159               | 10 febbraio 1999  | Spacewatch                                                |
| 312977 - | 1999 FO73                | 20 marzo 1999     | Sloan Digital Sky Survey                                  |
| 312978 - | 1999 JG29                | 10 maggio 1999    | LINEAR                                                    |
| 312979 - | 1999 KT4                 | 18 maggio 1999    | LINEAR                                                    |
| 312980 - | 1999 RK60                | 7 settembre 1999  | LINEAR                                                    |
| 312981 - | 1999 RV123               | 13 settembre 1999 | Spacewatch                                                |
| 312982 - | 1999 RC206               | 8 settembre 1999  | LINEAR                                                    |
| 312983 - | 1999 RA236               | 8 settembre 1999  | CSS                                                       |
| 312984 - | 1999 SH21                | 30 settembre 1999 | Spacewatch                                                |
| 312985 - | 1999 TF45                | 3 ottobre 1999    | Spacewatch                                                |
| 312986 - | 1999 TU47                | 4 ottobre 1999    | Spacewatch                                                |
| 312987 - | 1999 TC63                | 7 ottobre 1999    | Spacewatch                                                |
| 312988 - | 1999 TA67                | 8 ottobre 1999    | Spacewatch                                                |
| 312989 - | 1999 TV72                | 9 ottobre 1999    | Spacewatch                                                |
| 312990 - | 1999 TQ77                | 10 ottobre 1999   | Spacewatch                                                |
| 312991 - | 1999 TZ126               | 15 ottobre 1999   | LINEAR                                                    |
| 312992 - | 1999 TU156               | 9 ottobre 1999    | LINEAR                                                    |
| 312993 - | 1999 TH170               | 10 ottobre 1999   | LINEAR                                                    |
| 312994 - | 1999 TG175               | 10 ottobre 1999   | LINEAR                                                    |
| 312995 - | 1999 TA191               | 12 ottobre 1999   | LINEAR                                                    |
| 312996 - | 1999 TJ237               | 4 ottobre 1999    | Spacewatch                                                |
| 312997 - | 1999 TG245               | 7 ottobre 1999    | CSS                                                       |
| 312998 - | 1999 TL250               | 9 ottobre 1999    | CSS                                                       |
| 312999 - | 1999 TU255               | 9 ottobre 1999    | Spacewatch                                                |
| 313000 - | 1999 TV262               | 15 ottobre 1999   | Spacewatch                                                |